# Setena esmena de la Constitució dels Estats Units

Carta de Drets dels Estats Units

La Setena Esmena (en anglès Seventh Amendment) de la Constitució dels Estats Units és un part de la Carta dels Drets i codifica el dret a un judici per jurat en certs casos civils. La Cort Suprema no ha estès aquesta esmena als estats per la Catorzena Esmena com altres parts de la Carta de Drets.

## Text
El text de la setena esmena a la constitució dels Estats Units diu així:
| « | (català) En els plets de dret consuetudinari, on el valor en controvèrsia excedeixi els vint dòlars, el dret a judici davant un jurat serà garantit i cap fet conegut per un jurat no serà altrament reexaminat en cap Cort dels Estats Units, excepte en acord amb les normes del dret consuetudinari. | (anglès) In Suits at common law, where the value in controversy shall exceed twenty dollars, the right of trial by jury shall be preserved, and no fact tried by a jury, shall be otherwise re-examined in any Court of the United States, than according to the rules of the common law. | » |

## Llei i equitat
A Anglaterra, hi havia dos tipus diferents de tribunals: els tribunals de common law ('llei comuna') i els tribunals d'equitat. El primer estava basat en provisions estrictes de la llei i estipulava danys, mentre que el segon estava basat en principis d'equitat i atorgava recursos equitatius. Van ser emprats jurats en tribunals de common law, però no hi havia jurats en tribunals d'equitat. Aquesta diferència que es troba en el sistema anglès va ser conservada per la Setena Esmena.
La Cort Suprema ha fallat que en un cas que, quan hi ha ambdues lleis, comuna i d'equitat, el jurat ha de decidir les qüestions legals al principi, i després el jutge determina sobre les qüestions d'equitat. Vegeu Beacon Theatres v. Westover, 359 O.S. 500 (1959). En cas contrari, la decisió d'un jutge faria l'efecte d'exclusió col·lateral. No obstant això, un litigant que al·lega danys té dret a un judici per jurat en casos civils, perquè el cas hauria estat un cas de llei comuna abans de la ratificació de la Carta de Drets. Vegeu Chauffeurs, Teamsters, and Helpers Local N. 391 v. Terry, 494 O.S. 558 (1990).

## Nou interrogatori dels fets
La Cort Suprema ha dictaminat que un jutge pot donar opinions sobre fets en litigi, dirigir que el jurat pari esment a algun testimoniatge, i exigir que el jurat resolgui algunes qüestions que són importants per al cas, a més de dictar-hi un veredicte. Si el jutge considera insuficient l'evidència de la part demandant, podria dirigir que el jurat dictamini a favor de l'acusat. El jurat, no obstant això, pot dictar un veredicte en contra de l'orientació del jutge.
Sota el concepte de llei comuna, el jutge podria anul·lar el veredicte del jurat que jutgi que està en contra de l'evidència o la llei. La llei comuna li impedeix acatar el veredicte. Només un nou judici és permissible. En Slocum v. New York Insurance Co. (1913), la Cort Suprema va ratificar aquesta norma.